# 24397 Parkerowan
24397 Parkerowan este un asteroid din centura principală de asteroizi.

## Descriere
24397 Parkerowan este un asteroid din centura principală de asteroizi. A fost descoperit pe 8 ianuarie 2000 la Socorro, New Mexico, în cadrul proiectului LINEAR. Asteroidul prezintă o orbită caracterizată de o semiaxă mare de 2,41 ua, o excentricitate de 0,14 și o înclinație de 8,1° în raport cu ecliptica.